# Villarino de los Aires
Villarino de los Aires is een gemeente in de Spaanse provincie Salamanca in de regio Castilië en León met een oppervlakte van 102,64 km². Villarino de los Aires telt 869 inwoners (1 januari 2016).